# 望后石
望后石（英語：Pillar Point，亦作Mong Hau Shek）是香港新界屯門區的地方，位於青山以南、蝴蝶灣以西、小冷水以東，目前主要用作工業用途。

## 歷史
望后石是屯門西南的一個海角，位於青山南麓山腳，該處有一條源自青山流出大海的水坑。早於20世紀初已有人在望后溪旁的平地開墾農田，搭建屋寮聚居，村旁建有小渡頭。
1970年代初，政府計劃將屯門西南一帶發展成工業設施重地，重置發電廠、堆填區、水泥廠、木廠等厭惡性設施，連接蝴蝶灣至龍鼓灘的望后石路率先落成，望后石村被清拆。望后石污水處理廠、望后石谷堆填區、望后石難民營陸續興建並落成啟用。1980年代初，望后石以東繼續進行填海工程，以重置散石灣木廠群。
1990年代中，政府望后石西面的海灣填海興建內河碼頭。2010年代初，填海範圍擴展以興建屯門至赤鱲角連接路。

## 主要建築
- 香港環保園
- 香港內河碼頭
- 高球港
- 屯門政府倉庫
- 望后石消防局
- 望后石污水處理廠
- 望后石谷堆填區：位於望后石望發街，已於1996年關閉
- 屯門望后石谷戶外場地
- 望后石難民營（現址為屯門赤鱲角隧道轉車站）
- 屯門至赤鱲角連接路

## 交通
- 港鐵巴士K52綫
- 龍門路

## 區議會議席分佈
由於望后石主要用作工業用途，理論上沒有常住人口，所以通常與踏石角及龍鼓灘劃入同一選區；為方便比較，以下列表以自龍門路與龍富路交界起計龍鼓灘方向的龍門路沿線地區為範圍。
| 年度/範圍                    | 2000-2003 | 2004-2007 | 2008-2011 | 2012-2015 | 2016-2019 | 2020-2023 |
| ---------------------------- | --------- | --------- | --------- | --------- | --------- | --------- |
| 龍門路沿線（自龍富路交界起） | 龍門選區  | 樂翠選區  | 樂翠選區  | 樂翠選區  | 樂翠選區  | 樂翠選區  |

註：以上主要範圍尚有其他細微調整（包括編號），請參閱有關區議會選舉選區分界地圖及條目。
1. ↑  . 華僑日報. 1964-11-21.